# Caring
Le caring (que l'on pourrait traduire par « prendre soin ») est un concept de soin infirmier proposé par Jean Watson en 1979. Le modèle décrit une approche humaniste élargie tenant compte de l'aspect spirituel de l'être humain.
Le caring représente l’activité d’aider une autre personne à croître et à s’actualiser ; un processus, une manière d’entrer en relation avec l’autre qui favorise son développement.
Pour Jean Watson, le caring est un ensemble de facteurs (qu’elle nomme « facteurs caratifs » en opposition au terme « curatifs ») qui fondent une démarche soignante favorisant soit le développement ou le maintien de la santé, soit une mort paisible.

## Principes fondateurs
Les postulats de base du modèle prévoient :
- la vision holiste de l'être humain : l'être humain est étudié comme un tout formé d'un corps (le physique), d'un esprit (l'intelligence, la pensée, les émotions, les souvenirs, les sensations, etc.) et d'une âme (le spirituel, la culture, la religion, les croyances et valeurs profondes) ;
- un environnement de nature physique, sociale, familiale, communautaire, populationnelle, culturelle en interaction continue et réciproque pour le soignant et le soigné;
- l'ensemble des perceptions, valeurs, culture, émotions, significations, etc. issues des expériences vécues dans le passé, le présent et le futur anticipé constitue le cadre de référence ou champ phénoménal d'une personne.
- une relation transpersonnelle entre deux individus est inscrite dans un moment caring lorsque leur champ réciproque se rencontrent pour engendrer une transaction humain-humain. Dès lors, les perceptions se rencontrent et pour viser un idéal de soin quant aux choix et actions à accomplir en quête d'une signification à l'expérience de santé ainsi que l'harmonie des trois sphères. La relation cherche à atteindre un idéal moral qui a pour but de protéger, améliorer et préserver la dignité humaine du soigné.
- pour entrer dans une perspective de soin caring, il faut faire preuve de valeurs humanistes et altruistes ainsi que d'une présence authentique, consciente et ouverte pour concevoir la relation comme transformatrice pour chacun.

## Les dix facteurscaratifs
- Les valeurs humanistes et altruistes.
- La croyance et l’espoir.
- Prendre conscience de soi et des autres.
- Le développement d’une relation d’aide et de confiance.
- L’expression de sentiments positifs et négatifs.
- La création d’une méthode scientifique de résolution de problème.
- L’enseignement-apprentissage transpersonnel.
- Le soutien, la protection et/ou la modification de l’environnement mental, physique, socio-culturel et spirituel.
- La gratification des besoins humains du bénéficiaire.
- Les forces existentielles-phénoménologiques spirituelles.